# Стаз Наир
Стаз Наир — британский актёр, певец и модель русско-индийского происхождения. Наиболее известен за роль Кхоно в телесериале Игра престолов и роли Тарака в фантастическая кинодилогия режиссёра Зака Снайдера Мятежная Луна.

## Биография
Стас Наир родился в 1991 году. В детстве переехал в Лондон, Великобританию, где и проживает сейчас. Экзотическая внешность позволила Стасу начать карьеру манекенщика по окончании школы. В 2012 году выступил в британской версии телешоу X Factor в составе мужского трио «Times Red». В 2013 году коллектив выпустил сингл, после чего Наир покинул его.
В 2016 году исполнил главные роли в фильмах «Шоу ужасов Рокки Хоррора» и «Bazodee». Также Стас сыграл эпизодических роли в таких фильмах, как «Гарри Поттер и Принц-полукровка» и «Визит инспектора».
В «Игре престолов» Стас Наир исполнил роль дотракийца Кхоно, кровного всадника кхала Моро. Дебютировал в шестом сезоне, вернулся в седьмой.

## Другие роли
- Гарри Поттер и Принц-полукровка (Harry Potter and the Half-Blood Prince), 2009
- Тиран (The Tyrant), 2013
- Визит инспектора (An Inspector Calls), 2015
- Bazodee, 2016 — Бхарат Кумар
- Шоу ужасов Рокки Хоррора (The Rocky Horror Picture Show: Let's Do the Time Warp Again), 2016 — Рокки
- STAR, 2017 — Клинт Оррис
- Люди (Humans), 2018 — Гордон